# Аматуни, Сусанна (Шушаник) Бабкеновна
Суса́нна (Шушани́к) Бабке́новна Аматуни́ (арм. Սուսաննա (Շուշանիկ) Ամատունի (28 февраля 1924 — 20 марта 2010) — советский армянский музыковед, исследователь творчества Арно Бабаджаняна и Гегуни Читчян, автор учебников по музыкальной литературе, пособий, исследований, Заслуженный учитель Армянской ССР, кандидат искусствоведения (1988), профессор Ереванской консерватории (1997).

## Биография
Родилась 28 февраля 1924 года в Ереване в семье начальника VI отделения Закавказской железной дороги Бабкена Аматуни и учительницы русского языка Елизаветы Герасимовны (Карапетовны) Аматуни. В 1941—1943 годах училась и окончила с отличием физико-математический факультет Ленинаканского педагогического института, а в 1944 году — Ленинаканское музыкальное училище им. Кара-Мурзы по классу фортепиано. Впоследствии в 1945—1950 годах С.Аматуни училась в Москве, в Институте им. Гнесиных на теоретическо-композиторском факультете.
С 1951 по 1968 год преподавала музыкально-теоретические дисциплины в Ереванской музыкальной школе имени П. И. Чайковского, а с 1966 по 2010 в Ереванской государственной консерватории читала курс методики обучения игре на фортепиано, а также специальный курс анализа музыкальных произведений. С 1990 года доцент, с 1997 года — профессор кафедры теории музыки. С 1987 года член Союза композиторов и музыковедов Армении. В 1988 году защитила диссертацию на соискание ученой степени кандидата искусствоведения, представив монографию «Арно Бабаджанян: Инструментальное творчество: Исследование».
Автор более 50 научных статей. Участвовала в научных конференциях в Москве, Ленинграде, Тбилиси и Ереване. Автор книг «Арно Бабаджанян: Инструментальное творчество: Исследование», «Жизнь и творчество Гегуни Читчян» (Ереван, 2003), учебников «Музыкальная литература. Учебник для 6 класса музыкальной школы», «Музыкальная литература. Учебник для 7 класса музыкальной школы.» (1-е и 2-е изд.), ряда пособий. Темы её исследований включали в себя анализ мелодических и стилистических особенностей музыки Саят-Новы, Комитаса, Арно Бабаджаняна, Анушавана Тер-Гевондяна, Аро Степаняна, Гегуни Читчян и других композиторов.

## Награды и звания
- Медаль «Ветеран труда».
- Заслуженный учитель Армянской ССР (1966).
- Доцент Ереванской Консерватории им. Комитаса (1970).
- Профессор Ереванской Консерватории им. Комитаса (1997).

## Изданные труды
1. Аматуни С. Б. Арно Бабаджанян. Инструментальное творчество: Исследование. — Ереван: Советакан грох, 1985. — 204 с., ил., нот. ил.
2. Аматуни С. Б. Жизнь и творчество Гегуни Читчян: Исследование. — Ереван, 2003.
3. Голос человеческий: к столетию со дня рождения Валентины Джозефовны Конен (1909—1991): воспоминания, письма, ст. / [С. Б. Аматуни и др.; сост.: З. Б. Карташева, М. А. Сапонов, Е. Л. Фейнберг; отв. ред. М. А. Сапонов]; Моск. гос. консерватория им. П. И. Чайковского, каф. истории зарубеж. музыки. — М.: Московская консерватория, 2011. — 319 с.: [4] л. ил., [1] л. портр.; 24 см. — Авт. указаны в содерж. — Библиогр. в подстроч. примеч. — 300 экз. — ISBN 978-5-89598-245-7.
4. Аматуни С. Б. «С любовью и радостью» / Музыкальная академия: Ежеквартальный научно-теоретический и критико-публицистический журнал. — 2005. — № 1. — С. 162—164.
5. Аматуни С. Б. Музыкальная литература. Учебник для 6 класса музыкальной школы (на армянском языке). — Ереван, 1972 (1-е изд.), 2008 (2-е изд.).
6. Аматуни С. Б. Музыкальная литература. Учебник для 7 класса музыкальной школы (на армянском языке). — Ереван, 1972 (1-е изд.), 2008 (2-е изд.).

## Фотографии
- Сусанна Аматуни, Гегуни Читчян, Армен Будагян и другие, 2001 год, Академия Наук Республики Армения. Конференция, посвященная 80-летию со дня рождения Арно Бабаджаняна
- Сусанна Аматуни